# Avenida de España (Albacete)
La avenida de España es una de las vías centrales más importantes de la ciudad española de Albacete. Con una longitud de 1,7 km desde la plaza de Gabriel Lodares hasta la avenida de La Mancha o Segunda Circunvalación de Albacete, está integrada por edificios de gran altura, que conforman el panorama urbano de Albacete. Es una de las vías más comerciales y transitadas de la ciudad.

## Historia y lugares de interés

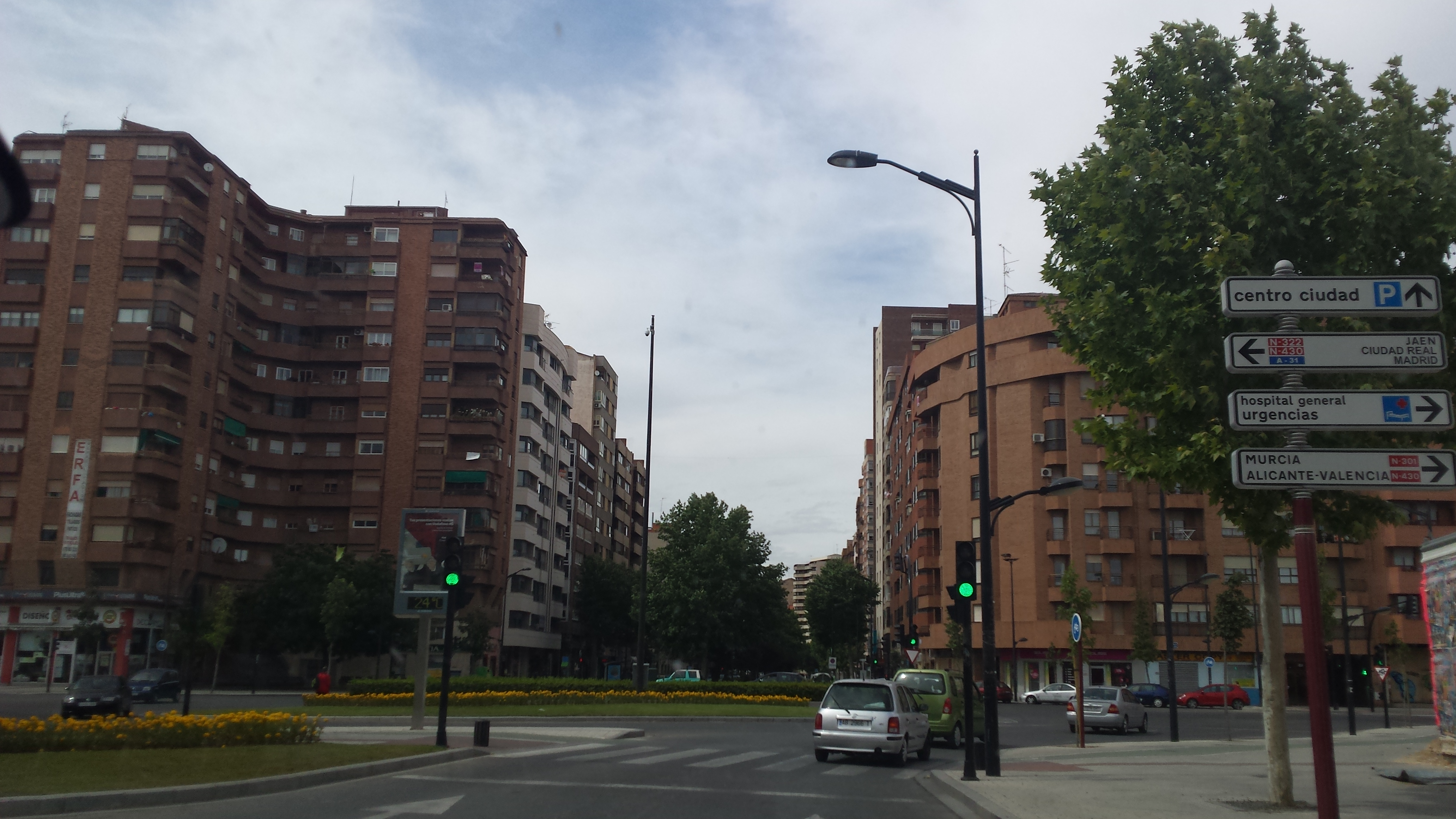
Vista de la avenida de España en la confluencia entre su segundo y tercer tramos

En el extremo norte de la avenida se encuentra la sede del Ministerio de Defensa en Albacete, edificio diseñado por el arquitecto Daniel Rubio en 1920. Comenzó siendo un sanatorio y posteriormente se convirtió en centro de reclutamiento para el servicio militar obligatorio y gobierno militar.[cita requerida] Más adelante se sitúa el histórico edificio del Instituto Bachiller Sabuco, el número uno de la ciudad, creado en 1850, que ocupa su sede actual desde 1932. El edificio es obra del arquitecto Julio Carrilero. Por el Instituto Bachiller Sabuco han pasado más de 53 000 alumnos desde su fundación, entre ellos, ilustres como Ramón Menéndez Pidal, Tomás Navarro Tomás o Antonio Tovar Llorente.[cita requerida] A continuación se encuentra el edificio de la Subdelegación del Gobierno en Albacete y el Hotel Los Llanos, un edificio de gran altura en sintonía con el resto de edificios de la vía, de 4 estrellas. Al oeste del primer tramo de la avenida de España, hasta la plaza Benjamín Palencia, se encuentra el lateral este del parque Abelardo Sánchez y bajo todo este tramo se ubica el aparcamiento subterráneo público de la avenida de España, situado entre la plaza de Gabriel Lodares y la plaza Benjamín Palencia, que dispone de 762 plazas de aparcamiento.
Entre el primer y segundo tramos de la avenida de España se ubica la emblemática fuente del Parque, lugar de celebración de los principales éxitos deportivos en la capital.
En el tramo comprendido entre la plaza Benjamín Palencia y la Circunvalación hay destacados edificios como la Tesorería General de la Seguridad Social, la Consejería de Fomento de la Junta de Comunidades de Castilla-La Mancha, el edificio Covirco, uno de los rascacielos de la ciudad, o el Instituto de Educación Secundaria Ramón y Cajal.

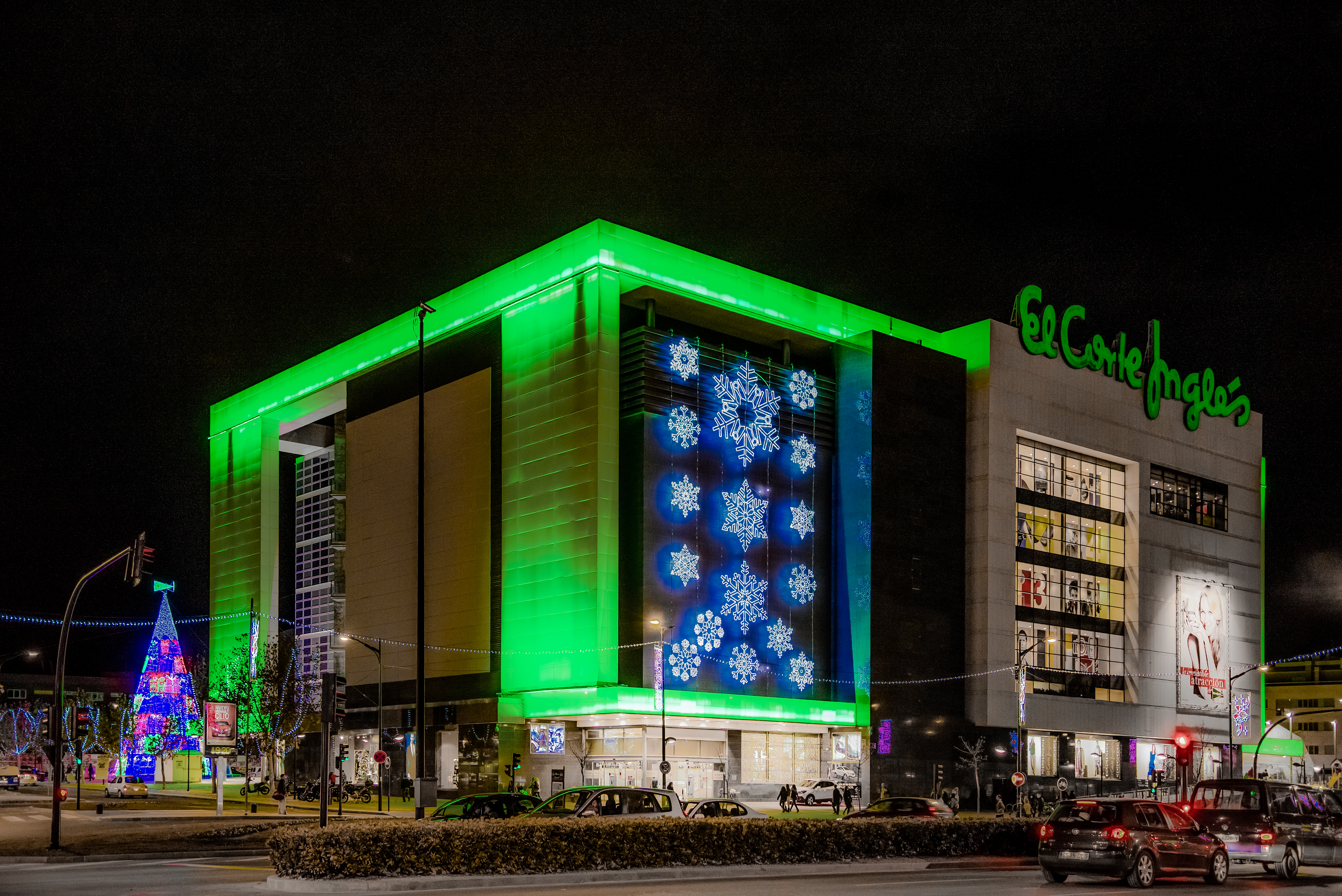
El Corte Inglés de la avenida de España

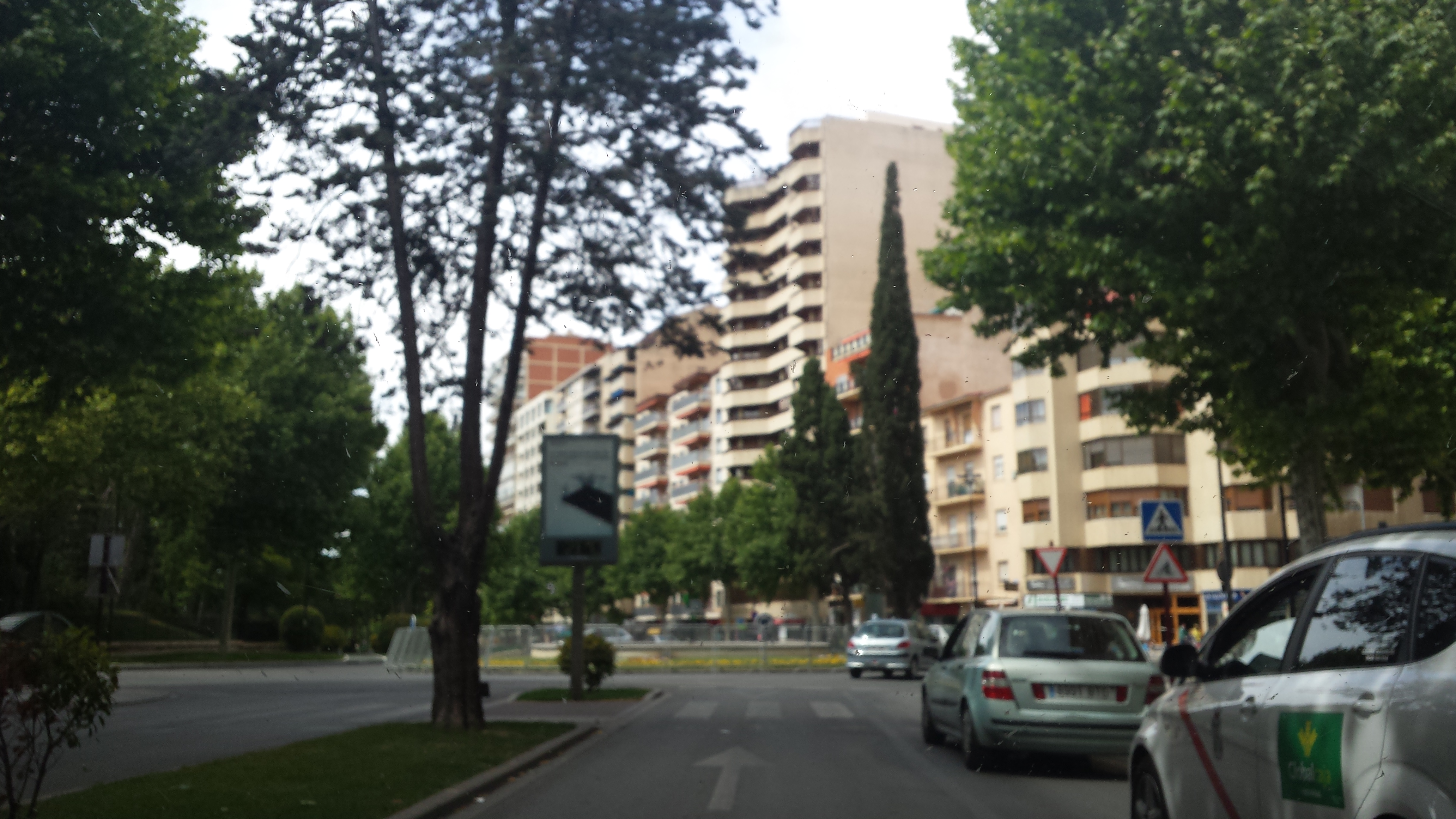
Vista de la avenida de España a la altura de la plaza Benjamín Palencia y la fuente del Parque

El siguiente tramo, a partir de la Circunvalación, alberga el centro comercial de El Corte Inglés, inaugurado en 2008 sobre una superficie de 77 000 metros cuadrados, que supuso una inversión de 100 millones de euros; el Estadio Carlos Belmonte, inaugurado en 1960, que actualmente cuenta con un aforo de 18 000 espectadores, siendo el estadio de fútbol e instalación para espectáculos más grande de la comunidad autónoma; el Complejo Deportivo Carlos Belmonte, el más grande de la ciudad, que cuenta con tres piscinas de verano (una de ellas olímpica), dos piscinas cubiertas, un centro termal con jacuzzis, saunas, baños turcos o piscina termal, un gimnasio, seis pistas de tenis, dos pistas de frontón, dos campos de fútbol de césped artificial, dos campos de fútbol de tierra o un campo de fútbol de césped natural; los institutos de educación secundaria Tomás Navarro Tomás y Al-Basit; el monumento del Pórtico de La Mancha, creado por el escultor José Luis Sánchez Fernández en 1986, realizado en aluminio y acero inoxidable, y elevado sobre un montículo de adoquines, que le otorgan 11 metros de altura, el Campus General de Albacete de la Universidad de Castilla-La Mancha, creado en 1982, y la Zona Campus, una de las principales zonas de marcha de la ciudad, situada en las inmediaciones del Hotel Universidad, de 3 estrellas.
En el último tramo se encuentra la Ciudad Deportiva Andrés Iniesta, inaugurada en 1998 por el presidente de Castilla-La Mancha José Bono. Cuenta con dos campos de césped natural con graderío, uno de ellos con capacidad para 3000 espectadores, tres campos de césped artificial con gradas, un pabellón polideportivo cubierto de césped artificial, una pista multijuegos, sala de fitness, centro médico, edificio administrativo y de oficinas, sala de prensa, cafetería y aparcamiento, sobre una superficie de 75 000 metros cuadrados.